# Roman Bolesław Ciborowski
Roman Bolesław Ciborowski, ps. Artur, Filip (ur. 9 sierpnia 1884 w Pułtusku, zm. 5 marca 1963 w Londynie) – pułkownik saperów Wojska Polskiego, działacz niepodległościowy, kawaler Orderu Virtuti Militari.

## Życiorys
Urodził się w 9 sierpnia 1884 w Pułtusku, ówczesnym mieście powiatowym guberni łomżyńskiej, w rodzinie Jana i Walerii z Wesołowskich. Miał brata Edwarda. Od wczesnej młodości pracował w organizacjach niepodległościowych. Był członkiem Polskiej Partii Socjalistycznej. Jako uczeń szkoły średniej przeciwstawiał się rusyfikacji. Za udział w strajku szkolnym, w 1905 uwięziono go i zesłano na Syberię, skąd uciekł. Po powrocie w rodzinne strony udał się do Krakowa, aby rozpocząć studia na Uniwersytecie Jagiellońskim. Ukończył osiem semestrów wydziału lekarskiego. W czasie studiów wstąpił do Związku Strzeleckiego.
Po wybuchu I wojny światowej wyruszył w sierpniu 1914 na front, w szeregach Legionów pod dowództwem Piłsudskiego. W latach 1915–1916 był dowódcą plutonu w kompanii technicznej Legionów Polskich. 20 sierpnia 1915 został mianowany podporucznikiem, a 1 lipca 1916 awansował na porucznika. 6 sierpnia 1917 objął dowództwa kompanii saperów nr 1. Wziął udział we wszystkich walkach stoczonych przez Legiony z armią rosyjską, a następnie w wojnie z Ukraińcami i bolszewikami w 1 pułku inżynieryjnym. W walkach wykazywał niezwykłe męstwo i odwagę.
15 października 1918 Rada Regencyjna ustaliła mu starszeństwo w stopniu kapitana z dniem 1 stycznia 1917. W 1920 został dowódcą II batalionu saperów. 30 lipca 1920 został zatwierdzony z dniem 1 kwietnia 1920 w stopniu majora, w Korpusie Inżynierii i Saperów, w grupie oficerów byłych Legionów Polskich. W okresie od 1921 dowodzi 1 pułkiem saperów Legionowych. 3 maja 1922 został zweryfikowany w stopniu podpułkownika ze starszeństwem od 1 czerwca 1919 i 13. lokatą w korpusie oficerów piechoty. 25 stycznia 1926 został ukarany naganą pisemną przez szefa Saperów za nie zameldowanie w drodze służbowej wykonania rozkazu dowódcy Okręgu Korpusu oraz za spóźnione wykonywanie tegoż rozkazu. Z dniem 1 stycznia 1927 został przeniesiony służbowo na II roczny kurs fortyfikacyjny przy Oficerskiej Szkole Inżynierii z równoczesnym zwolnieniem z zajmowanego stanowiska i przeniesienim do kadry oficerów saperów. W grudniu 1927, po ukończeniu kursu, został przydzielony do Departamentu Inżynierii Ministerstwa Spraw Wojskowych na stanowisko pełniacego obowiązki szefa Wydziału Saperów. W kwietniu 1929 został mianowany dowódcą 1 Brygady Saperów. 18 lutego 1930 prezydent RP nadał mu z dniem 1 stycznia 1930 stopień pułkownika w korpusie oficerów inżynierii i saperów i 1. lokatą. W okresie od 6 grudnia 1930 do 31 lipca 1931 ukończył kurs doskonalący w Wyższej Szkole Wojennej w Warszawie. Z dniem 31 sierpnia 1934 został przeniesiony w stan spoczynku.
Po zwolnieniu pracował w służbie państwowej. Po kampanii wrześniowej 1939 przedostał się przez Rumunię na Bliski Wschód, gdzie w 1942 został komendantem obozu przyjęć w Gederze w Iraku, a następnie dowódcą okręgu etapowego oraz w 1943 szefem saperów Bazy w Palestynie. 28 stycznia 1944 na skutek przekroczenia granicy wieku został przeniesiony w stan nieczynny. Po wojnie pozostał na emigracji w Wielkiej Brytanii. Zmarł 5 marca 1963 w Londynie i został pochowany został na cmentarzu St. Pancras.
17 kwietnia 1918 ożenił się z Zofią Gawrychowską, z którą miał syna Janusza (ur. 1919) oraz dwie córki: Marię (ur. 1921) i Wandę (ur. 1924). W 1929 rozwiódł się z żoną z powodu niezgodności charakterów.

## Ordery i odznaczenia
- Krzyż Srebrny Orderu Wojskowego Virtuti Militari nr 7473[1] – 17 maja 1922[18]
- Krzyż Niepodległości z Mieczami – 20 lipca 1932 „za pracę w dziele odzyskania niepodległości”[19][20]
- Krzyż Walecznych czterokrotnie (po raz drugi w 1922[21])
- Złoty Krzyż Zasługi – 17 marca 1930 „za zasługi na polu organizacji wojska”[22][23]
- Medal Pamiątkowy za Wojnę 1918–1921[1]
- Medal Dziesięciolecia Odzyskanej Niepodległości[1]
- Odznaka „Absolwenta Centrum Wyższych Studiów Wojskowych”

## Opinie
- Z treści opinii wystawionych mu przez przełożonych wynika, że był odważnym i mężnym żołnierzem. Jako dowódca frontowy reprezentował najlepsze tradycje wojskowe. Oficer o wybitnej ideowości i wysokim poczuciu honoru. Bardzo zdolny, o dużej wiedzy ogólnej i fachowej. Dobry, wymagający i sprawiedliwy dowódca. Cechował go nade wszystko entuzjazm do pracy[24].